# 極地
極地（きょくち）
- 天体における地域としての北極・南極のこと。極地方。本項では地球の極地方について記述。
- 「最果ての地」のこと。与那国島を指して「日本最西端の極地」など。

極地という言葉に明確な定義はないが、
- 極圏（緯度66°34′以上）。
- 寒帯（最暖月平均気温10 ℃以下）。
- 北極では北極海（と沿岸）、南極では南極大陸（と近海）。
- 南極では南極条約の適用される南緯60°以南。
- 南極では南極収束線以南。

などの範囲に使われることが多い。
地球で最も標高が高いヒマラヤ山脈を、その環境の苛酷さや到達困難性から、「第3の極地」と呼ぶことがある。周辺のカラコルム山脈・チベット高原などを加えて呼ぶこともある。